# Montignac, Hautes-Pyrénées
Montignac är en kommun i departementet Hautes-Pyrénées i regionen Occitanien i sydvästra Frankrike. Kommunen ligger i kantonen Séméac som tillhör arrondissementet Tarbes. År 2022 hade Montignac 136 invånare.

## Befolkningsutveckling
Antalet invånare i kommunen Montignac
| Referens: INSEE |